# Битка на Милвийския мост
Битката на Милвийския мост (на латински: Pons Milvius, днес Ponte Milvio) също Битката при Сакса Рубра (Saxa Rubrae) e сражение на Константин с Максенций на 28 октомври 312 г., в резултат на което първият става едноличен управител на Римската империя. Световното значение на битката е, че довежда до легализация на християнството и неговото превръщане в държавна религия.

## Предистория
След смъртта на Галерий през 311 г. Константин е един от четиримата императори на римската Тетрархия заедно с Максенций (306 – 312), Максимин Дая (310 – 313) и Лициний (308 – 324) и управлява главно Галия и Британия. Максенций, също като Константин син на император, иска наследствената му част да не се ограничава с изискванията на Тетрархията, което води до стълкновения.
През 312 г. Константин навлиза с 40 000 войници в Италия. Максенций го очаква в Рим с преторианската гвардия и по-многобройна войска (75 000 – 120 000).

## Видението на Константин Велики
За видението на Константин вечерта преди битката има различни описания. Лактанций пише в Mortibus persecutorum (Lact. m.p. 44,1 – 9): скоро след събитието през 317 г., че след един негов сън Константин наредил на войнишките щитове да се изобрази кръст (Staurogramm), символ на Исус Христос, с гръцките букви Τ (Tau) и Ρ (Rho).
Според Евсевий Кесарийски (през 320 г.; Vita Constantini, v. C. 1,27 – 32) по обед Константин и войската му видели на небето един кръст от светлина над слънцето с думите In hoc signo vinces („Под този знак ти ще победиш“) или En touto nika Eν τούτω νίκα. Този знак не бил ясен на Константин и затова през нощта преди битката Исус Христос му се явил с видените думи и нареждането те да се носят като знак за защита и победа:с. 61. Затова били изработени едно знаме (Labarum) и един вексилум в кръстовидна форма с христограм, а войниците нарисували на щитовете си по един христограм.

## Ход на битката
Милвийският мост е разположен над река Тибър по пътя Виа Фламиния, водещ директно към Рим.
Битката се провежда на 28 октомври 312 г. Константин побеждава два до три пъти по-многобройната войска на Максенций, който се удавя в Тибър, с което Константин става единствен господар на Запада.
Максенций допуска стратегическа грешка, като разполага войниците си с гръб към реката, с което силите му са били лишени от възможността за безопасно отстъпление.
Модерните изследователи предполагат, че е невероятно опитният стратег Максенций, който е останал в Рим, да допусне такива тежки тактически грешки и че истинската битка се е провела вероятно на 17 km северно от Рим при Сакса Рубра. След като научава за поражението на войските си, той напуска Рим заедно със своите елитни войници и прави неуспешен опит да стабилизира положението, при което се удавя във водите на Тибър.

## Последици
Още през 311 г. Галерий издава в Сердика едикт за веротърпимост, с който се прекратява преследването на християнството. След битката на Малвийския мост следва и Миланският едикт, издаден от Константин и Лициний през 313 г., с който християнската религия е провъзгласена за равноправна на останалите религии в империята.